# Pik (Einheit)
Der Pik, auch ’Pick’ oder ’Pic’, war ein Längenmaß und ein Begriff für die Elle. 
Grundsätzlich unterschied man den türkischen Pik – auch als Draá bezeichnet – mit 282,38 Pariser Linien und den arabischen Pik – ebenfalls örtlicher Draá genannt – mit 216,46 Pariser Linien. Beide galten für Leinen-, Seiden- und auch für Woll-Gewebe sowie Bänder und Borten. Der große oder türkische Pik (Dzera a Kebir) hatte 0,636 Meter, der kleine oder arabische Pik (Dzera a soghehr) hatte 0,476 Meter.
In Ägypten waren verschiedene Pik in Anwendung:
- 1 Pik Beledi = 24 Kirat = 0,5775 Meter
- 1 Pik Hendaseh = 0,6384 Meter
- 1 Pik Mehendaseh = 0,76698 Meter (im Bauwesen)
- 1 Pik Mekias = 0,5407 Meter
- 1 Pik Stambuli = 0,677 Meter
- 1 Pik von Alexandrien = 0,68071 Meter.

Der Kasab/Kassabe entsprach der Rute und war die größere Einheit.
- 1 Kasab = 6 ½ Pik Beledi = 3,6575 Meter (staatlicher Handel)
- 1 Kasab = 6 ⅔ Pik Beledi = 3,8505 Meter (allgemeiner Handel)

In anderen Regionen waren diese Maße verbindlich:
- 1 Pik = 0,6378 Meter in Basra (Aleppo) und auf Kreta (ital. Candia)
- 1 Pik = 0,677 Meter in Syrien
- 1 Pik/Covado/Covit/Cubit = 0,5775 Meter in Guinea
- 1 Pik = 0,6618 Meter = 0,9796 türkischer Pik in Konstantinopel
- 1 türkischer Pik = 0,671 Meter in Tunis
- 1 arabischer Pik = 0,483 Meter in Tunis

## Draá
Die Draá war ein türkisches Längenmaß, oft auch nur ein Zusatz zum Pik, mit verschiedenen Längen. Im weiteren Sinn entsprach das Maß der Elle und fand Anwendung im Woll- und Tuchhandel. Große Übereinstimmungen, oft auch die Gleichsetzung, gab es mit dem Maß Pik. Mit Draá bezeichnete man den türkischen Pik/Pico, den maurischen  und auch den arabischen Pik. Eine klare Abgrenzung zwischen Draá und Pik ist nicht möglich. Örtliche Unterschiede kennzeichneten das Maß. 
- Für Tuche 1 Draá Hendaseh = 298 ¼ Pariser Linien = 0,6728 Meter
- türkisch für Seiden- und Leinenware 1 Draá oder Pik = 282,38 Pariser Linien = 0,637 Meter
- arabisch für Leinwand und Baumwollware 1 Draá oder Pik = 216,46 Pariser Linien = 0,4883 Meter

Das Maß Draá-Stambulin war in Konstantinopel, Acre und Kairo verbreitet. 
- 1 Draá-Stambulin/Kleiner Pik/Pik Stambulin = 287,2 Pariser Linien = 0,647 Meter
- für Baumwollware 1 Draá-Masre = 246 Pariser Linien = 0,554 Meter
- für Leinen- und Seidenwaren 1 großer Pik = 296,8 Pariser Linien = 0,668 Meter
- Baumwollware 1 Kanevas Pik = 367 Pariser Linien = 0,827 Meter